# Partit Comunista de l'Azerbaidjan (postsoviètic)
El Partit Comunista de l'Azerbaidjan (en àzeri: Azərbaycan Kommunist Partiyası) és un partit polític azerbaidjanès fundat el novembre de 1993 per Firuddun Hasanov i dirigit per Ramiz Ahmadov, considerat oficialment el successor del PCA de la República Socialista Soviètica de l'Azerbaidjan.

## Història
Durant el 33è Congrés del Partit Comunista de l'RSS de l'Azerbaidjan, celebrat el 16 de setembre de 1991, es va decidir per àmplia majoria la seva dissolució. Les forces comunistes del país es van dividir en diferents faccions, les quals al seu torn, es van organitzar en quatre partits polítics distintos: Partit Comunista de l'Azerbaidjan (Post-soviètic), Partit Comunista de l'Azerbaidjan (Plataforma del marxisme-leninisme), Partit Comunista Unit de l'Azerbaidjan i Partit Reformista Comunista de l'Azerbaidjan.
Firuddun Hasanov va fundar el PCA post soviètic en el novembre de 1993. Els seus membres fundadors van ser principalment ciutadans d'origen rus. Hasnov i els seus seguidors van donar suport al govern de Heidar Alíev, en conseqüència, van ser reconeguts com l'únic partit comunista de l'Azerbaidjan. Al març de 1994 va ser oficialment registrat i habilitat per participar en eleccions, però al setembre de 1995 va ser prohibit degut la seva posició favorable a la restauració de la Unió Soviètica, la qual cosa constituïa un perill per la recent independència del país. El partit va ser reanomenat Partit Comunista Unit de l'Azerbaidjan.